# Primera División 1956-1957 (Spagna)
La Primera División 1956-1957 è stata la 26ª edizione della massima serie del campionato spagnolo di calcio, disputata tra il 9 settembre 1956 e il 21 aprile 1957 e concluso con la vittoria del Real Madrid, al suo quinto titolo.
Capocannoniere del torneo è stato Alfredo Di Stéfano (Real Madrid) con 31 reti.

## Stagione

### Novità
Da quest'anno furono aboliti gli spareggi interdivisionali tra le tredicesime e quattordicesime della Primera Division e le squadre classificate seconde e terze nei due gironi di Segunda División.

## Classifica finale
|       | Pos. | Squadra             | Pt | G  | V  | N | P  | GF | GS | DR  |
| ----- | ---- | ------------------- | -- | -- | -- | - | -- | -- | -- | --- |
|       | 1.   | Real Madrid         | 44 | 30 | 20 | 4 | 6  | 74 | 35 | +39 |
| [ 2 ] | 2.   | Siviglia            | 39 | 30 | 17 | 5 | 8  | 64 | 49 | +15 |
|       | 3.   | Barcellona          | 39 | 30 | 16 | 7 | 7  | 70 | 37 | +33 |
|       | 4.   | Athletic Bilbao     | 37 | 30 | 16 | 5 | 9  | 59 | 45 | +14 |
|       | 5.   | Atlético Madrid     | 34 | 30 | 15 | 4 | 11 | 65 | 45 | +20 |
|       | 6.   | Osasuna             | 31 | 30 | 12 | 7 | 11 | 40 | 38 | +2  |
|       | 7.   | Español             | 30 | 30 | 11 | 8 | 11 | 39 | 48 | -9  |
|       | 8.   | Real Valladolid     | 28 | 30 | 11 | 6 | 13 | 52 | 58 | -6  |
|       | 9.   | Real Saragozza      | 28 | 30 | 11 | 6 | 13 | 37 | 51 | -14 |
|       | 10.  | Las Palmas          | 27 | 30 | 9  | 9 | 12 | 41 | 58 | -17 |
|       | 11.  | Valencia            | 27 | 30 | 10 | 7 | 13 | 43 | 46 | -3  |
|       | 12.  | Real Sociedad       | 26 | 30 | 9  | 8 | 13 | 39 | 47 | -8  |
|       | 13.  | Celta Vigo          | 23 | 30 | 8  | 7 | 15 | 39 | 47 | -8  |
|       | 14.  | Real Jaén           | 23 | 30 | 9  | 5 | 16 | 37 | 55 | -18 |
|       | 15.  | Deportivo La Coruña | 22 | 30 | 10 | 2 | 18 | 41 | 61 | -20 |
|       | 16.  | CD Condal           | 22 | 30 | 7  | 8 | 15 | 37 | 57 | -20 |

Legenda:
      Campione di Spagna, invitato in Coppa Latina 1957 e qualificato in Coppa dei Campioni 1957-1958.
      Qualificata in Coppa dei Campioni 1957-1958.
      Retrocesse in Segunda División 1957-1958.
Regolamento:
Due punti a vittoria, uno a pareggio, zero a sconfitta.
In caso di arrivo di due o più squadre a pari punti, la graduatoria verrà stilata secondo la classifica avulsa tra le squadre interessate che prevede, in ordine, i seguenti criteri:
- Punti negli scontri diretti.
- Differenza reti negli scontri diretti.
- Differenza reti generale.
- Reti realizzate in generale.

## Statistiche

### Squadre

#### Capoliste solitarie
|    | —— | —— | ——              | ——              | ——              | ——              | ——              | —— | ——  | ——  | ——  | ——          | ——          | ——          | ——          | ——          | ——          | ——          | ——          | ——          | ——          | ——          | ——          | ——          | ——          | ——          | ——          | ——          | ——          | —— |  |
|    |    |    | Athletic Bilbao | Athletic Bilbao | Athletic Bilbao | Athletic Bilbao | Athletic Bilbao |    | AtB |     |     | Real Madrid | Real Madrid | Real Madrid | Real Madrid | Real Madrid | Real Madrid | Real Madrid | Real Madrid | Real Madrid | Real Madrid | Real Madrid | Real Madrid | Real Madrid | Real Madrid | Real Madrid | Real Madrid | Real Madrid | Real Madrid |    |  |
|    |    |    |                 |                 |                 |                 |                 |    |     |     |     |             |             |             |             |             |             |             |             |             |             |             |             |             |             |             |             |             |             |    |  |
|    |    |    |                 |                 |                 |                 |                 |    |     |     |     |             |             |             |             |             |             |             |             |             |             |             |             |             |             |             |             |             |             |    |  |
| 1ª | 2ª | 3ª | 4ª              | 5ª              | 6ª              | 7ª              | 8ª              | 9ª | 10ª | 11ª | 12ª | 13ª         | 14ª         | 15ª         | 16ª         | 17ª         | 18ª         | 19ª         | 20ª         | 21ª         | 22ª         | 23ª         | 24ª         | 25ª         | 26ª         | 27ª         | 28ª         | 29ª         | 30ª         |    |  |